# Audeux (Fluss)
Der Audeux ist ein Fluss in Frankreich, der im Département Doubs in der Region Bourgogne-Franche-Comté verläuft und nach rund 24 Kilometern in den Sesserant mündet.

## Geographie

### Verlauf

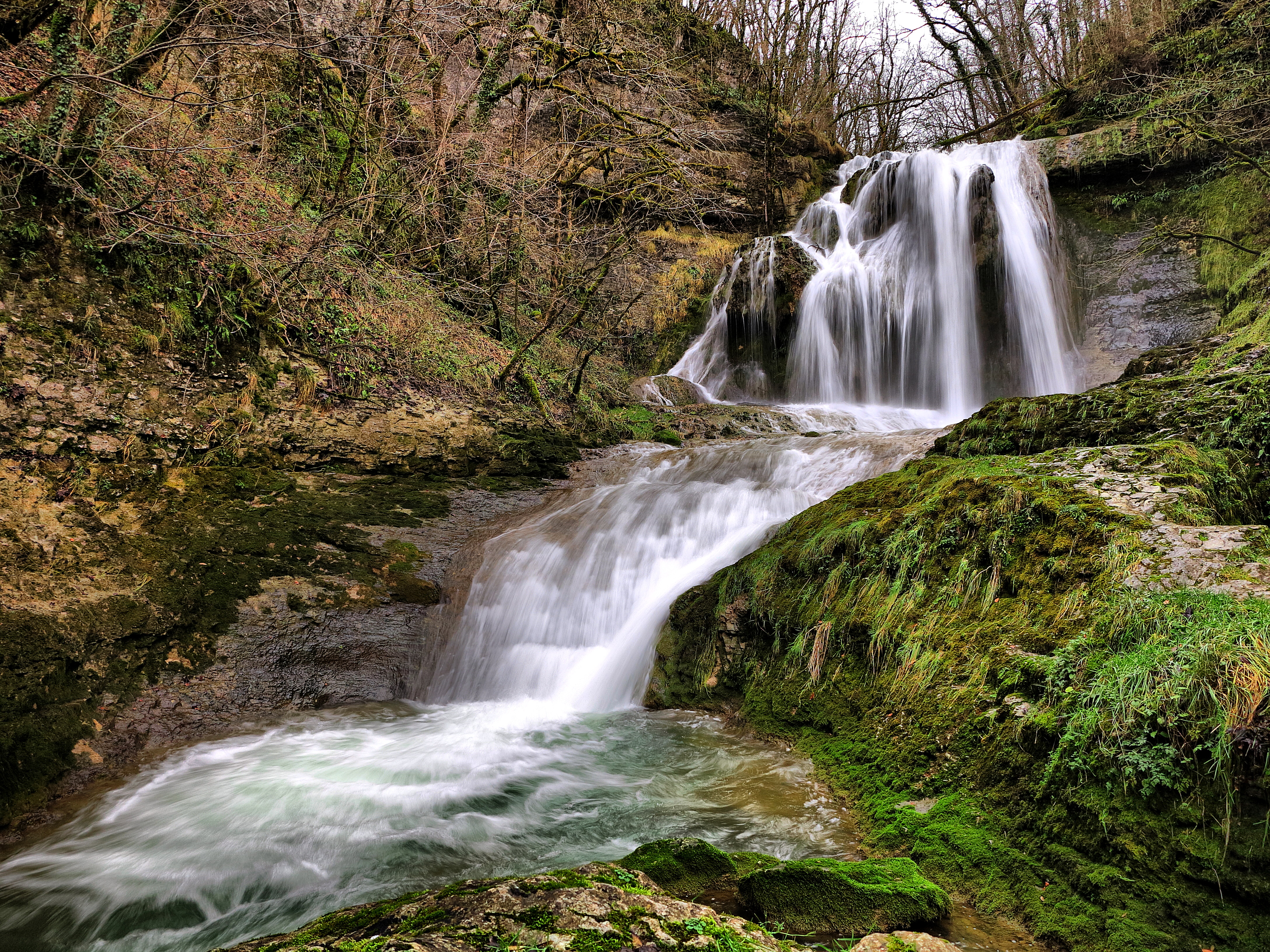
Große Kaskade beim Kloster La Grâce-Dieu

Der Audeux entspringt in den nordwestlichen Ausläufern des Jura, im Gemeindegebiet von Eysson, aus einer ergiebigen Karstquelle. Anfangs verläuft er in nordwestlicher Richtung, nimmt mehrere namenlose Bäche von Südwesten auf und speist danach einige Mühlen. In einem flachen Tal durchfließt das Flüsschen dann die Orte Bremondans, Amans, Leugney und Orsans.
Nach Orsans knickt der Audeux nach Westen ab und erreicht eine enge Schlucht. Dort überwindet er viele Wasserfälle, darunter auch die zehn Meter hohe Kaskade. Anschließend durchquert er das Gebiet des Klosters La Grâce-Dieu und erreicht einen Bereich, wo das Flusswasser in verkarsteten Kalksteinen im Untergrund verschwindet. Das Flussbett liegt von dort ab die meiste Zeit des Jahres trocken. Dieses versickerte Wasser tritt in der Source du Sesserant wieder zutage.
Bei hohem Wasserstand verläuft der Audeux vom Kloster La Grâce-Dieu oberirdisch Richtung Aïssey, wo er seine Fließrichtung nach Nordwest ändert. Danach knickt er in nordöstliche Richtung ab und fließt in eine weitere Schlucht mit Stromschnellen und Wasserfällen. An der Mühle Bléfond im Gemeindegebiet von Silley-Bléfond mündet der Audeux als rechter Nebenfluss in den erst 130 m langen Sesserant.

### Orte am Fluss
- Bremondans
- Orsans
- Aïssey

## Hydrologie
Mittlere monatliche Abflüsse des Audeux (MQ in m³/s) am Pegel Silley-Bléfond

Messzeitraum 1973–2015
Der Audeux führt am Pegel Silley-Bléfond im Durchschnitt 1,59 m³/s. Im Winter, von November bis März (mit einem Maximum im Februar), erreicht der Durchfluss seine höchsten Werte. Ab Ende März geht die Wasserführung allmählich zurück und erreicht von Juli bis September den Niedrigwasser-Zeitraum. Im August fließen durchschnittlich nur 0.333 m³/s im Audeux.

## Sehenswürdigkeiten
im Gemeindegebiet von Chaux-lès-Passavant
- Kloster La Grâce-Dieu aus dem 12./13. Jahrhundert
- Eishöhle Grotte de la Glacière
- Wasserfall Cascade de l’Audeux